# لغة الإشارة المصرية
لغة الإشارة المصرية
هي لغة إشارة التي يستخدمها مجتمع الصم في مصر. على الرغم من عدم وجود إحصائيات رسمية بالنسبة لعدد الأشخاص الصم أو العدد الذي يستخدم لغة الإشارة المصرية كلغتهم الأم،
مكتبة جامعة جالوديت (جامعة جالوديت) تقتبس تقريراً من سنة 1999 يقدّر عدد الأطفال المعاقين سمعياً بمليونين (2,000,000) نسمة،
حينما تدعي دراسة أجرتها منظمة الصحة العالمية سنة 2007 أن نسبة 16.02% من الشعب المصري يعاني من فقدان السمع وهذه الدراسة تشمل كل فئة عمرية.
الحكومة المصرية لم تعترف بعد بلغة الإشارة المصرية رسمياً إلا أنه هناك مساعٍ من مؤسسات غير حكومية مثل المؤسسة المصرية لحقوق الصم لتأهيل الموظفين الحكوميين وتعليمهم لغة الإشارة.
لا تتعلق لغة الإشارة المصرية بلغات الإشارة العربية الأخرى - مثلا لغة الإشارة الأردنية ولغة الإشارة الفلسطينية ولغة الإشارة الليبية.
على أن محاولات لتوحد هذه اللغات قد فشلت بشكل عام لأن مجتمعات الصم رفضوا النظام الموحد المطروح.